# Tephrina murinaria
Tephrina murinaria är en fjärilsart som beskrevs av Ignaz Schiffermüller. Tephrina murinaria ingår i släktet Tephrina och familjen mätare. Inga underarter finns listade i Catalogue of Life.